# Edward Small
Edward Small (* 1. Februar 1891 in New York City; † 25. Januar 1977 in Los Angeles) war ein US-amerikanischer Filmproduzent.
Edward Small war zunächst als Künstleragent tätig. 1917 produzierte er einen ersten Stummfilm und kam nach Los Angeles. Ab Mitte der 1920er Jahre produzierte er regelmäßig Musik-Unterhaltungsfilme. 1932 gründete er zusammen mit Harry M. Goetz die Filmfirma Reliance Pictures, welche für die United Artists tätig war. 1936 wechselte er zu RKO Pictures und hatte nun größere Budgets zur Verfügung. 1938 kam er wieder zurück zu United Artists mit seiner eigenen Firma Edward Small Productions. Ende der 1940er Jahre realisierte er einige Filme für Columbia Pictures. Ab 1951 produzierte er für United Artists im niedrigen bis mittleren Budget-Bereich, dabei überwiegend Krimis und Western, in den 1960er Jahren folgten einige Komödien. Sein letzter Film war The Christine Jorgensen Story von 1970. Insgesamt war er an über 140 Produktionen beteiligt.
In Hollywood wurde er mit einem Stern auf dem Walk of Fame in der Kategorie Film geehrt.

## Filmografie (Auswahl)
- 1934: Das Rätsel von Monte Christo (The Count of Monte Cristo)
- 1936: Der Letzte der Mohikaner (The Last of the Mohicans)
- 1939: Der Mann mit der eisernen Maske (The Man in the Iron Mask)
- 1940: Die Irrwege des Oliver Essex (My Son, My Son!)
- 1940: Rote Teufel um Kit Carson (Kit Carson)
- 1940: Die Stunde der Vergeltung (The Son of Monte Cristo)
- 1941: Blutrache (The Corsican Brothers)
- 1942: Friendly Enemies
- 1944: Up in Mabel’s Room
- 1945: Hilfe, ich bin Millionär (Brewster’s Millions)
- 1948: Flucht ohne Ausweg (Raw Deal)
- 1948: Achtung! Atomspione! (Walk a Crooked Mile)
- 1948: Schwarze Pfeile (The Black Arrow)
- 1950: Auf dem Kriegspfad (Davy Crockett, Indian Scout)
- 1951: Valentino – Liebling der Frauen (Valentino)
- 1951: Burg der Rache (Lorna Doone)
- 1952: Der vierte Mann (Kansas City Confidential)
- 1952: Skandalblatt (Scandal Sheet)
- 1952: Der Brigant (The Brigand)
- 1952: Zwei räumen auf (Cripple Creek)
- 1954: Taxi 539 antwortet nicht (99 River Street)
- 1956: Unidentified Flying Objects: The True Story of Flying Saucers
- 1957: Zeugin der Anklage (Witness for the Prosecution)
- 1962: Der Herrscher von Cornwall (Jack the Giant Killer)
- 1962: Der Massenmörder von London (Tower of London)
- 1963: Tagebuch eines Mörders (Diary of a Madman)
- 1966: Frankie und Johnny (Frankie and Johnny)
- 1970: The Christine Jorgensen Story